# Марк Симплициний Гениалис
Марк Симплициний Гениалис (на латински: Marcus Simplicinius Genialis) е римски гувернатор и военачалник през 3 век.
Произлиза вероятно от провинцията Долна Германия (Germania inferior). Според намерен надпис той е екви с титлата vir perfectissimus, през 260 г. комисарски щатхалтер (agens vice praesidis) на провинция Реция.
На 24/25 април 260 г. той побеждава при Аугсбург нахлулите в Римската империя семнони и през септември построява победоносен олтар. По-късно, след края на отделната Галска империя (260 – 274), той попада вероятно под Damnatio memoriae, понеже името му е отстранено от победоносния олтар.